# 伊塔尼的聖盧西亞
11°21′03″S 37°26′52″W / 11.35083°S 37.44778°W
伊塔尼的聖盧西亞（葡萄牙語：Santa Luzia do Itanhi），是巴西的城鎮，位於該國東北部，由塞爾希培州負責管轄，始建於1835年，面積329平方公里，海拔高度37米，2010年人口13,914，人口密度每平方公里42.23人。